# Balcha elegans
Balcha elegans är en stekelart som först beskrevs av Masi 1927.  Balcha elegans ingår i släktet Balcha och familjen hoppglanssteklar. Inga underarter finns listade.